# Station Miedźno
Station Miedźno is een spoorwegstation in de Poolse plaats Miedźno.